# Referéndum sobre el Proyecto de Ley para la Reforma Política

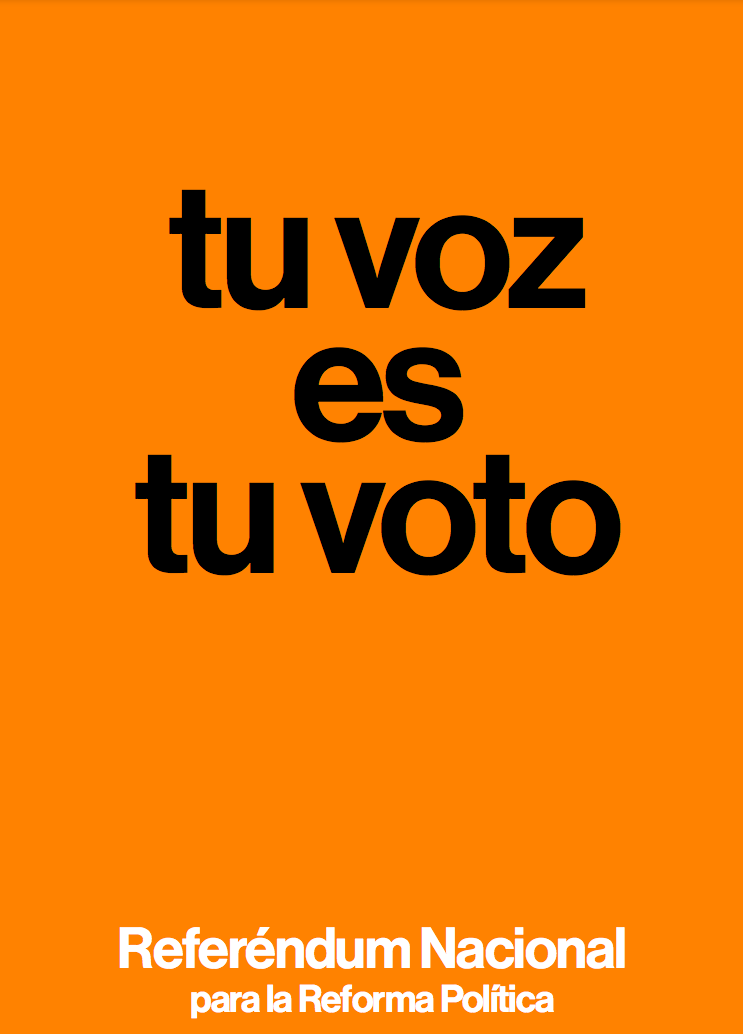
Cartel del referéndum. La gran cantidad de publicidad fue uno de los condicionantes del gran apoyo a la ley, sobre todo en televisión.

El referéndum sobre el Proyecto de Ley para la Reforma Política tuvo lugar en España el miércoles 15 de diciembre de 1976 para preguntar a los españoles sobre la aprobación o no de la Ley para la Reforma Política aprobada en las Cortes. La pregunta planteada fue «¿Aprueba el Proyecto de Ley para la Reforma Política?». El resultado final fue la aprobación del proyecto, al recibir el apoyo del 97,36 % de los votantes. Al referendo acudieron a votar el 77,8 % de los electores.

## Publicidad
Este referéndum fue uno de los primeros donde el uso extensivo de los medios de comunicación fue un gran condicionante del apoyo mayoritario a favor. Adolfo Suárez, como director general de Radio Televisión Española de 1969 a 1973, se había dado cuenta del gran poder de persuasión que tenía el medio televisivo para vender productos e ideas, por lo que nombró al publicista Rafael Anson como director general de RTVE, con el fin de inculcar a los ciudadanos los valores democráticos.
- En publicidad gráfica, las agencias publicitarias contratadas crearon mensajes simples; muchas veces, únicamente texto sobre un fondo monocromático. Algunos de los principales lemas fueron «Tu voz es tu voto»,[1] «Si quieres la democracia, vota»,[2] «Infórmate bien, y vota»...; pero sobre todo tuvo mucho éxito el lema «Habla, pueblo»,[3] acompañado de un tema del grupo musical Vino Tinto del mismo título.
- En radio, se usó principalmente el tema anteriormente citado.
- En televisión, se realizó un gran despliegue de medios. La publicidad era constante, siendo el lema principal «Si votas hoy sí, podrás decidir mañana», junto al «Habla, pueblo». Fueron usadas, de forma muy intensa, las lenguas vernáculas en toda la campaña. En Cataluña, el lema era En les grans decisions, cal ser-hi presents. Si votes avui, demà podràs decidir. («En las grandes decisiones, hay que estar presentes. Si votas hoy, mañana podrás decidir.»),[4] en Galicia se usó el lema Se respondes ao referendo, votas a democracia. Galicia agarda a túa resposta. («Si respondes al referéndum, votas la democracia. Galicia espera tu respuesta.»), y en el País Vasco y Navarra, el lema escogido fue Nolakoa nahi duzun gure etorkizuna izan dadin? Nola lortu arrisku gabe aldakuntza egitea? Referendumari erantzuten baldin badiozu, demokraziaren alde ematen duzu boza. («¿Cómo quieres que sea nuestro futuro? ¿Cómo conseguir hacer el cambio sin peligro? Si respondes en el referéndum, te pronuncias a favor de la democracia.»).

Texto de la ley remitido a los votantes durante la campaña electoral
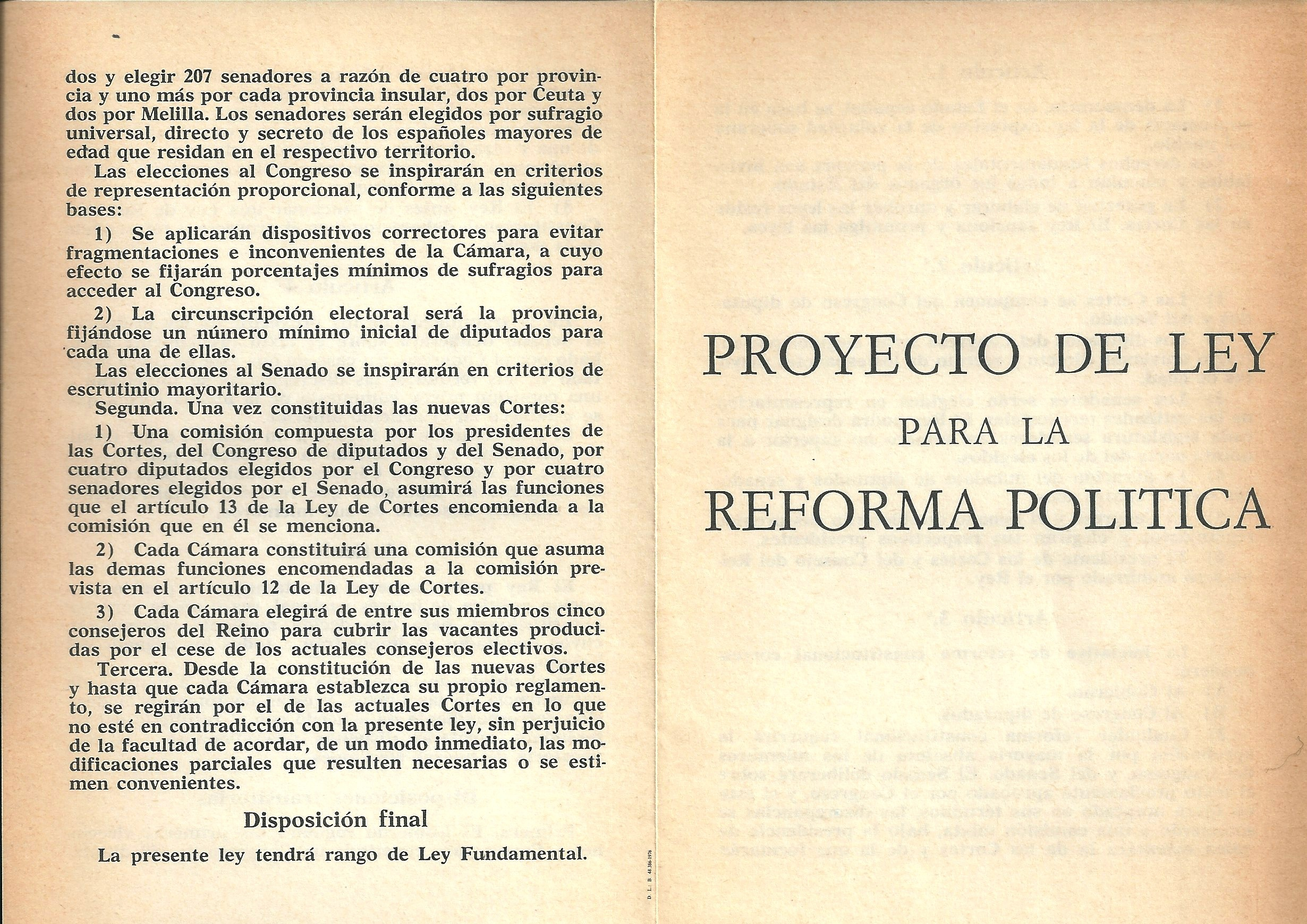
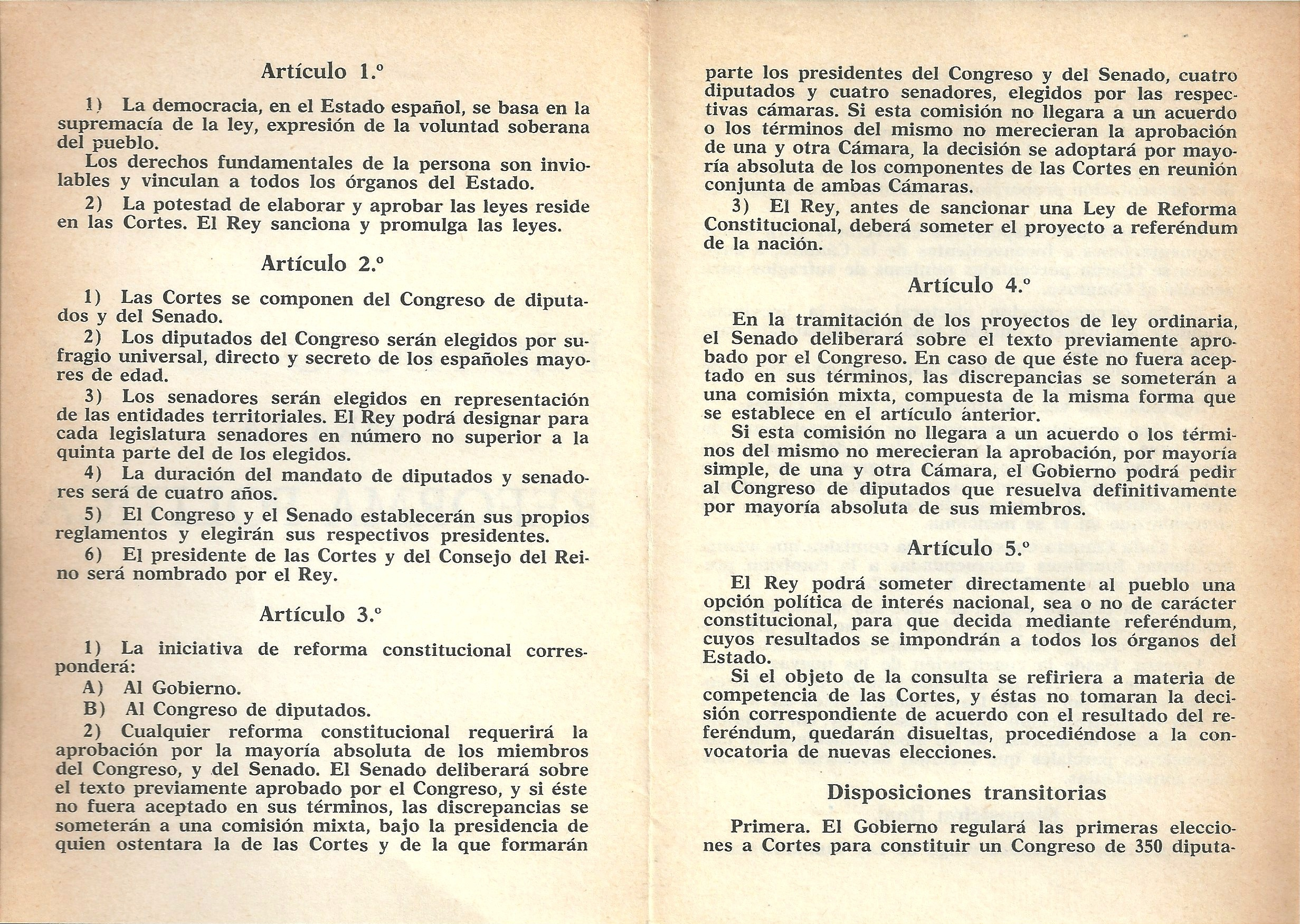

## Apoyos políticos
Los partidos políticos organizados hasta la fecha presentaron sus posturas ante el referéndum:
| Postura de las organizaciones políticas ante el referéndum |                                                                                      |
| Postura                                                    | Partido / Organización                                                               |
| A favor                                                    | AP, ARA, CC, CPC, FSD, LLC, NIN, PAE, PSR, PSDC, PSDE, PSOE (h), RSE, UC, UDC, UDE   |
| En contra                                                  | CNC, FE-JONS, FN, PAN                                                                |
| Voto en blanco                                             | CJA                                                                                  |
| Libertad de voto                                           | AL, EDC, ERC, FPD, ID, PLab, PPDC, PSC-R, UDC                                        |
| Abstención                                                 | CD, FE-A, FPS, FNC, FSR, MC, LCR, ORT, PCa, PCE, PTE, PDP, PSOE (r), PSP, PSUC, USDE |

## Resultados

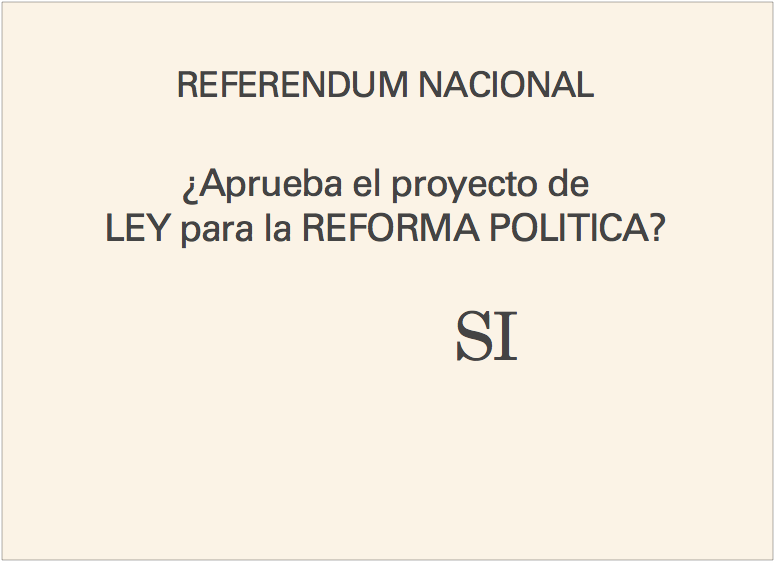
Papeleta favorable del referéndum.

Los resultados por provincias fueron bastante homogéneos, oscilando el apoyo al "SÍ" entre el 89,8 % de Cantabria y el 96,9 % de Almería. El voto en blanco, que superó al negativo, solamente estuvo ligeramente por encima del 5 % en las tres provincias vascas. El voto negativo solamente superó el 5 % en Cantabria y Toledo, mientras que en Lérida, Orense, Huesca y Huelva estuvo por debajo del 1,5 %. La única provincia donde el voto nulo superó el 0,5 % fue Sevilla, con un 1,5 %.
| Opción                | Votos      | %     |
| --------------------- | ---------- | ----- |
| Sí                    | 16.573.180 | 97,36 |
| No                    | 450.102    | 2,64  |
| Votos válidos         | 17.023.282 | 96,73 |
| Votos en blanco       | 523.457    | 2,97  |
| Votos anulados        | 52.823     | 0,30  |
| Participación         | 17.599.562 | 77,72 |
| Electores registrados | 22.644.290 | 100   |
| Fuente:               |            |       |